# Graeme Segal
Graeme Bryce Segal (prononcé en anglais : [ɡræm ˈsigəl], né le 21 décembre 1941) est un mathématicien et physicien australien, spécialiste de topologie algébrique et de ses applications à la physique mathématique. Il est aujourd'hui professeur à l'université d'Oxford.

## Biographie
Après des études à l'université de Sydney, où il obtient son B.Sc. en 1961, Segal étudie à l'Université de Cambridge (de 1962 à 1963), puis à l'Université d'Oxford. Il y défend en 1967 sa thèse de doctorat avec pour titre « K-théorie équivariante », sous la direction de Michel Atiyah. Il rejoint ensuite le corps enseignant de l'université, où il occupe différents postes : junior lecturer (1965-1966); CUF lecturer (1966-1970), research associate (1971-1975); university lecturer (1975-1978); reader (1978-1989); puis professeur en 1989. Il enseigne un temps à l'Université de Cambridge (1990-1999) puis retourne à Oxford.
Segal a été un des conférenciers invités à l'ICM (Nice, 1970), il est fait Fellow of the Royal Society en 1982, puis Emeritus Fellow of All Souls College en 2009. Il est lauréat en 1991 du prix Pólya, puis en 2010 de la médaille Sylvester pour « ses travaux très influents et élégants sur le développement de la topologie, de la géométrie, et de la théorie quantique des champs, rapprochant la physique et les mathématiques pures  ».
En 2011, Segal est élu président de la London Mathematical Society, poste qu'il occupe jusqu'en 2013. 

## Travaux

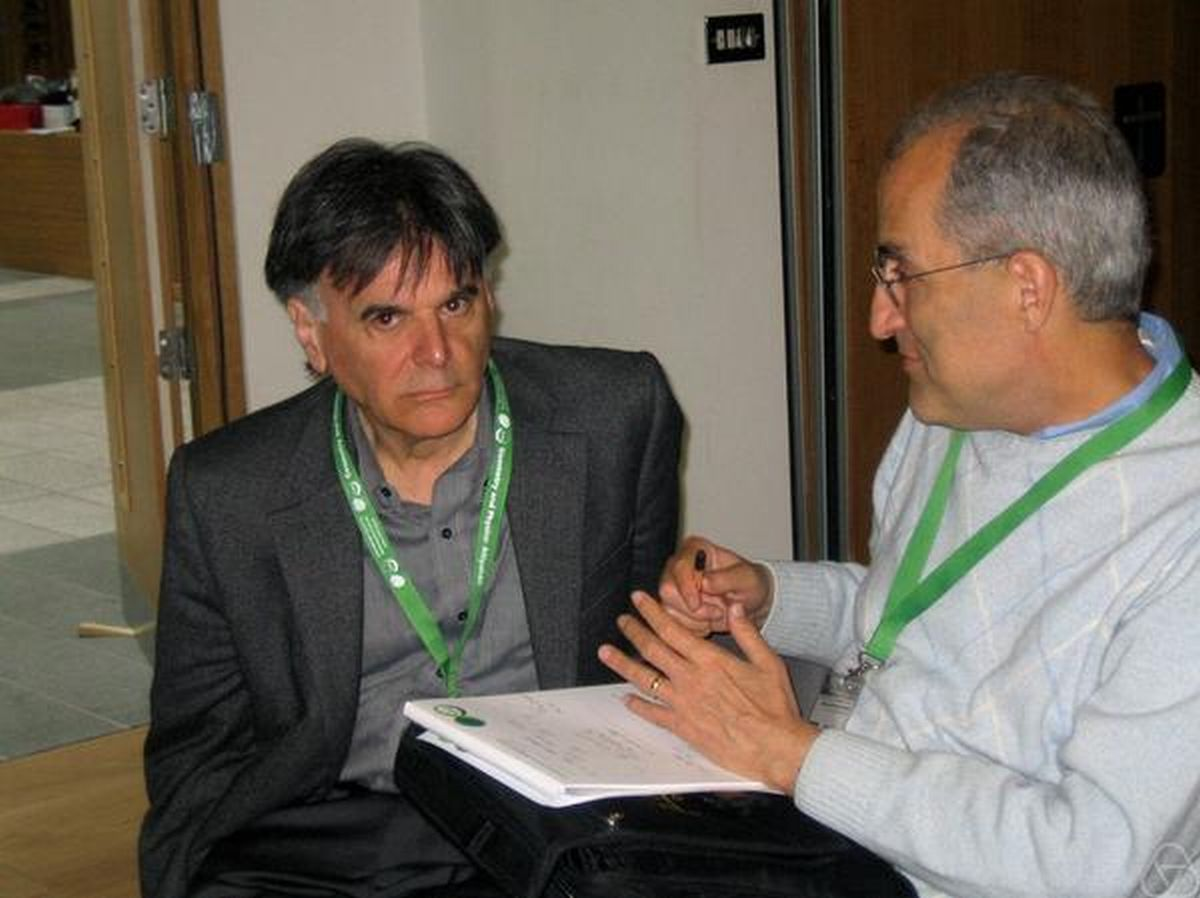
Graeme Segal et Edward Witten en avril 2009, à l'occasion d'un colloque organisé pour les 80 ans de Michael Atiyah à Édimbourg.

Les travaux de Segal portent sur la topologie algébrique, la K-théorie, et d'une manière générale l'utilisation de techniques algébriques dans l'étude de problèmes de géométrie et de physique mathématique, notamment la théorie quantique des champs et la théorie des cordes. Il est notamment connu pour la conjecture de Segal, un résultat remarquable en théorie de l'homotopie qui a été prouvée en 1984 par Gunnar Carlsson, et le théorème d'Atiyah-Segal en théorie de l'indice. Segal a également contribué à développer les fondements axiomatiques de la théorie conforme des champs et de la cohomologie elliptique.
Segal a été l'éditeur du journal Topology de 1970 à 1990.